# آماندا ریگتی

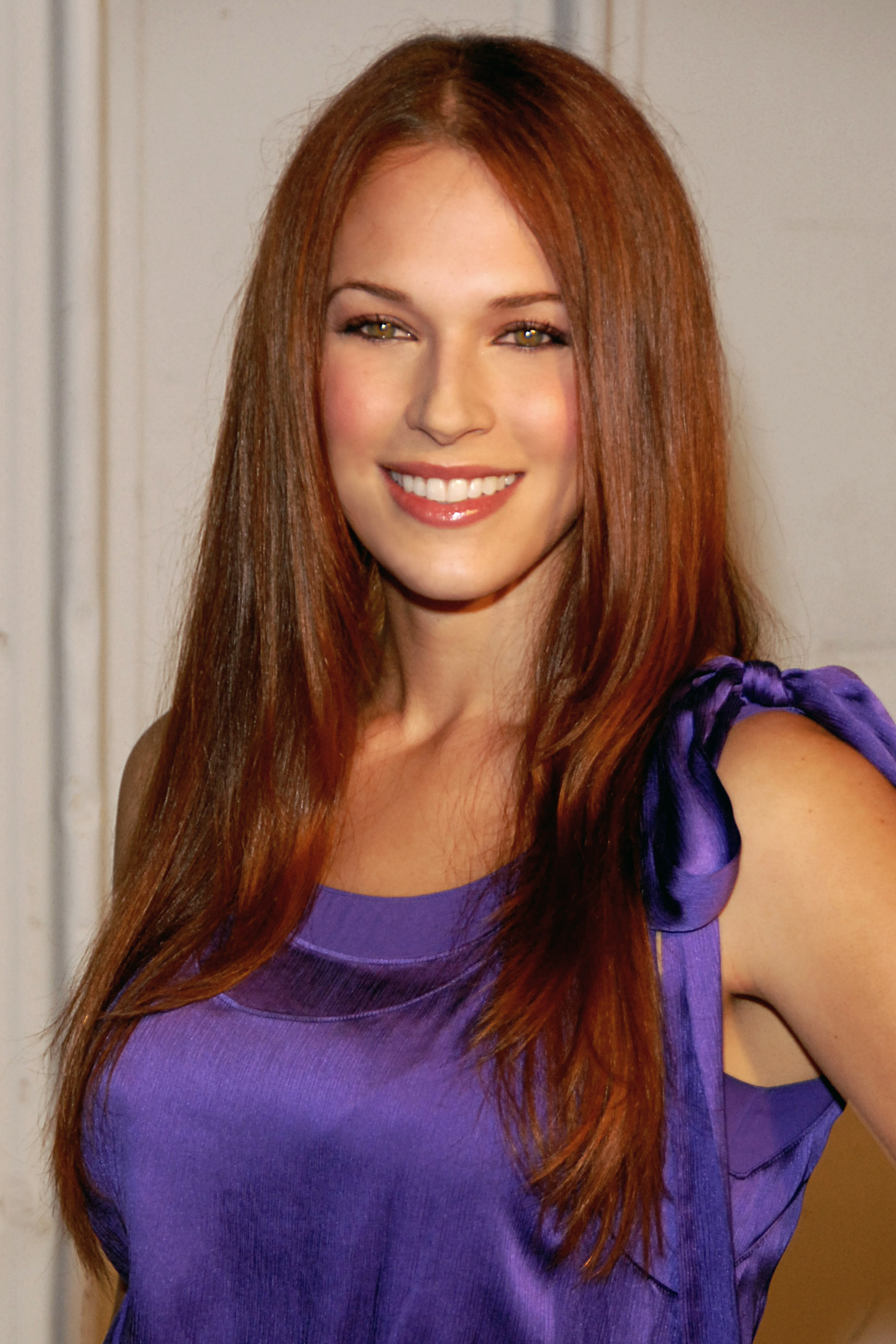

آماندا ریگتی (انگلیسی: Amanda Righetti؛ زاده ۴ آوریل ۱۹۸۳) هنرپیشه و تهیه‌کننده اهل ایالات متحده آمریکا است. وی از سال ۱۹۹۵ میلادی تاکنون مشغول فعالیت بوده‌است.

## بخشی از فیلم شناسی
- سی‌اس‌آی (۲۰۰۱)
- او. سی (۲۰۰۳–۲۰۰۵)
- دارودسته (مجموعه تلویزیونی) (۲۰۰۶)
- بازگشت به خانه روی تپه جن‌زده (۲۰۰۷)
- الگوها (فیلم) (۲۰۰۸)
- جمعه سیزدهم (فیلم ۲۰۰۹) (۲۰۰۹)
- جمعه سیزدهم (مجموعه‌فیلم) (۲۰۰۹)
- کاپیتان آمریکا: نخستین انتقام‌جو (۲۰۱۱)
- روان‌کاو (سریال) (۲۰۰۸–۲۰۱۵)
- کلنی (مجموعه تلویزیونی) (۲۰۱۶–۲۰۱۷)